# أذن الفأر المتفرع
أذن الفأر المتفرع (الاسم العلمي:Myosotis ramosissima) هو نوع من النباتات يتبع جنس أذن الفأر من الفصيلة الحمحمية.